# Martin Dolzer
Martin Dolzer (* 23. Dezember 1966 in Kiel) ist ein deutscher Politiker (parteilos, bis 2024 Die Linke). Er ist seit 2024 erneut Abgeordneter der Hamburgischen Bürgerschaft, der er bereits von 2015 bis 2020 angehörte.

## Werdegang
Dolzer war nach dem Schulbesuch zunächst Musiker, Altenpfleger und Behindertenassistent. Ab 1999 studierte er an der Hochschule für Wirtschaft und Politik in Hamburg mit Abschluss als Diplom-Sozialwirt/Soziologie. Danach war er unter anderem als Mitarbeiter von Abgeordneten sowie journalistisch tätig und engagierte sich in sozialen Bewegungen.
2010 veröffentlichte er im Pahl-Rugenstein Verlag das Buch „Der türkisch-kurdische Konflikt. Menschenrechte – Frieden – Demokratie in einem europäischen Land?“. Darin beschreibt er die historische Genese des Konflikts und die politischen Entwicklungen in der Türkei seit der Staatsgründung 1923.
Bei der Bürgerschaftswahl in Hamburg 2015 erhielt er ein Mandat in der Bürgerschaft über die Landesliste. Dolzer ist Sprecher für Europapolitik, Friedenspolitik, Recht und Wissenschaftspolitik der Fraktion Die Linke sowie Vorsitzender des Eingabenausschusses. Er setzt sich für die Menschenrechte und für soziale Gleichheit ein und nimmt publizistisch vor allem in der linken Tageszeitung junge Welt und auch im Neuen Deutschland Stellung.
Nachdem Dolzer 2017 es als „rassistisch motivierten Hinrichtungsversuch“ bezeichnet hatte, dass ein Polizist in Notwehr einem ghanesischen Drogendealer ins Bein geschossen hatte, da dieser sich der Festnahme mit dem Messer widersetzte und auch durch Pfefferspray nicht zu stoppen war, wurde vom Hamburger Polizeipräsidenten Ralf Martin Meyer gegen ihn eine Strafanzeige wegen übler Nachrede erstattet. Dolzer verwies danach darauf, dass er die subjektiven Eindrücke von Augenzeugen zitiert habe und er die „nicht korrekte redaktionelle Bearbeitung klarer zurückweisen“ hätte müssen. Die Staatsanwaltschaft stellte das Ermittlungsverfahren ein, da Dolzer in einem Artikel den Sachverhalt sofort klargestellt habe und deutlich gemacht habe, dass dieser weiterer Aufklärung bedürfe. Der Ghanaer wurde wegen Widerstandes gegen Vollstreckungsbeamte, versuchter Körperverletzung sowie versuchter Nötigung zu einem Jahr Haft verurteilt.
Bei der Bundestagswahl 2017 trat Dolzer im Bundestagswahlkreis Hamburg-Mitte für die Linke an und erreichte 13,5 % der Stimmen.
Im Oktober 2018 fand im Europaparlament in Brüssel das erste „Refugee and Migrant Parliament“, das Dolzer gemeinsam mit der Europaabgeordneten Cornelia Ernst (Fraktion GUE/NGL) und der Gruppe Lampedusa initiiert hatte. Am Ende der Konferenz verabschiedeten die Teilnehmer eine Resolution mit zahlreichen konkreten Forderungen, wie den Stopp von Abschiebungen, die Überwindung des Dublinsystems, die Einhaltung der Genfer Flüchtlingskonvention und die Beendigung der Angriffe auf die Würde von Flüchtlingen durch Abschottung sowie die Unterbringung im menschenverachtenden Lagersystem.
Bei der Bürgerschaftswahl in Hamburg 2020 trat er auf dem 12. Platz der Landesliste an, verpasste aber den Wiedereinzug ins Parlament. 
Nach seinem Ausscheiden aus der Bürgerschaft wurde Dolzer zunächst Mitarbeiter des Bundestagsabgeordneten Andrej Hunko und anschließend Mitarbeiter des Bürgerschaftsabgeordneten Mehmet Yıldız.
Im Januar 2024 trat Dolzer aus der Linkspartei aus.
Am 1. Juli 2024 rückte er für Stephanie Rose in die Bürgerschaft nach. Er ist seither fraktionslos.